# Kim Stanley
Patricia Reid (művésznevén Kim Stanley) (Tularosa, Új-Mexikó, 1925. február 11. – Santa Fe, Új-Mexikó, 2001. augusztus 20.) kétszeres Primetime Emmy-díjas amerikai színésznő. Hírnevét a Broadway alapozta meg William Inge Piknik és Bus Stop című színdarabjaival, de a televízióban és a mozifilmekben is elismerték tehetségét.

## Élete

### Ambíciók
Stanley 1925-ben született Új-Mexikóban Jesse Taylor Reid filozófus professzor és Ann Miller lakberendező lányaként. Szülei elváltak kiskorában, édesanyja nevelte fel őt és három bátyját Texasban. Az Új-Mexikói Egyetemen tanult, majd a Texas Állami Egyetemen végzett pszichológia szakon. Tizenhat éves volt, mikor Texasban látta Katharine Hepburnt a Philadelphiai történet előadásában. „Csak ültem megsemmisülve: meg voltam rémülve – mondta. – Persze a darab csak egy komédia volt, de miután leeresztették a függönyt, én sírva fakadtam, mert újra meg akartam nézni.”
Stanley egy évet egy színtársulattal töltött Kentuckyban, 1947-ben pedig úgy döntött, elmegy szerencsét próbálni New Yorkba. Mialatt szerepet próbált magának találni, amit eljátszhat, dolgozott értékesítőként, pincérkedett vagy modellt állt. Az akkortájt kibontakozó Broadway-féle színházakban kezdte el építeni a karrierjét, csakúgy, mint Henry Fonda, Sylvia Sidney és Evelyn Ball. Stanley-t egy tehetségkutatón vették észre, ami után szakmai képzésben részesült, majd az Actors Studio tanulójává vált. Az ifjú színésznőt Elia Kazan és Lee Strasberg is oktatta.
1957-ben Stanley első sikerét aratta William Inge Piknik című darabjával, amiben egy szeszélyes fiús lányt alakított. Inge a szezon lefutásával főszerepet adott Stanley-nek a Bus Stopban.

### Terjeszkedés
Az ötvenes évektől Stanley a televízió képernyőjére is felkerült. 1963-ban Emmy-díjat nyert a Ben Casey című sorozattal, 1984-ben pedig a Macska a forró bádogtetőn tévéfilmes változatában Pollitt nagymama szerepéért jutalmazták Emmyvel. Bár Stanley filmet is forgatott, azt nyilatkozta, a színpadot jobban szereti. „Boldog voltam a színpadon. Az otthonom volt, de komolyan. Hollywood csak csillámpor, nem igazi.” Visszautasította Alfred Hitchcock Szédülés című filmének főszerepét, ami Kim Novakot tette híressé, valamint még olyan további szerepeket, amiket végül Marilyn Monroe és Elizabeth Taylor kaptak meg.
1962-ben Stanley hangját kölcsönözte a Ne bántsátok a feketerigót! narrátorának. 1964-ben főszerepet játszott Bryan Forbes Seance on a Wet Afternoon című filmjében, amelyben Richard Attenborough a férjeként mutakszik meg: a filmben Stanley egy médium, aki elrabol egy gyermeket, hogy híressé váljon. Alakítását Oscar-díjra jelölték, Attenborough pedig BAFTÁ-t nyert. 
Ugyanebben az évben a Broadwayn Stanley Mását játszotta a Három nővérből, azonban mikor 1965-ben Stanley-t és a Három nővér szereplő gárdáját meghívták Londonba, a bemutatkozó est olyan katasztrofálisan sikerült, hogy Stanley nem lépett többet színpadra.
Stanley utolsó két mozifilmje Frances Farmer tragikus sorsú színésznő életén alapuló Frances, amelyben a színésznő zsarnoki anyját testesíti meg, és Az igazak, amiben mint Pancho Barnes pilóta bukkan fel. Ezután Stanley visszavonult a színészkedéstől, hátralévő éveiben már csak tanította azt a Los Angeles-i Egyetemen és a Santa Fe-i Főiskolán.

### Magánélete
Az 1958-as színdarab, A Touch of Poet nagyrészt Stanley közbenjárása nélkül folyt le. A premier előadásán állítólag a brit színész, Eric Portman felpofozta Stanley-t, aki ezután nem állt a színésszel szóba, és nem volt hajlandó fellépni vele egy színpadra. Azonban nem ez volt az első eset, hogy a színésznő nem jelent meg az előadáson.
Kim Stanley négyszer házasodott. Első férjével, Bruce Hallal, a munkakeresés első éveiben találkozott, aki szintén színész volt. Házasságuk roppant rövid volt. 1949-ben Stanley ismét egy színészhez, Curt Conwayhez ment hozzá, akitől egy fia, Jamison, és egy lánya, Lisa született. Később azonban napvilágra került, hogy a fiú édesapja nem a férje, hanem Montgomery Clift bátyja, ifjabb William Brooks Clift. 1958-ban Stanley már túl volt a második válásán és a harmadik házasságán Alfred Ryder rendezővel. Rydertől egy lánya született, Rachel. 1964-ben ismét elvált, majd megházasodott, de ez a házassága is külön utakon folytatódott.

## Filmográfia

### Broadway-színdarabok[11]
- Montserrat (1949)
- The House of Bernarda Alba (1951)
- The Chase (1952)
- Piknik (1953-54)
- The Traveling Lady (1954)
- Bus Stop (1955-56)
- A Clearing in the Woods (1957)
- A Touch of the Poet (1958-59)
- Chéri (1959)
- A Far Country (1961)
- Natural Affection (1963)
- Három nővér (1964)

### Filmek
| Év   | Cím                                                   | Szerep                 | Magyar hang                                                                 |
| ---- | ----------------------------------------------------- | ---------------------- | --------------------------------------------------------------------------- |
| 1958 | The Goddess                                           | Emily Ann Faulkner     | –                                                                           |
| 1962 | Ne bántsátok a feketerigót!                           | a felnőtt Scout mesélő | 1. magyar változat n.a 2. magyar változat Pálfi Kata 3. magyar változat n.a |
| 1962 | Westinghouse Presents: That's Where the Town Is Going | Wilma Sills            | –                                                                           |
| 1964 | Seance on a Wet Afternoon                             | Myra Savage            | –                                                                           |
| 1966 | The Three Sisters                                     | Masha                  | –                                                                           |
| 1968 | Flesh and Blood                                       | Della                  | –                                                                           |
| 1970 | Dragon Country                                        | ?                      |                                                                             |
| 1982 | Frances                                               | Lillian Farmer         | 1. magyar változat n.a 2. magyar változat n.a                               |
| 1983 | Az igazak                                             | Pancho Barnes          | Kassai Ilona                                                                |
| 1984 | Macska a forró bádogtetőn                             | Pollitt nagymama       | ?                                                                           |

### Televíziós sorozatok
| Év        | Cím                             | Szerep                                                   |
| --------- | ------------------------------- | -------------------------------------------------------- |
| 1950      | Escape                          | (egy epizód)                                             |
| 1950      | The Trap                        | (két epizód)                                             |
| 1950      | Sure As Fate                    | (egy epizód)                                             |
| 1950      | The Magnavox Theatre            | (egy epizód)                                             |
| 1951      | Out There                       | (egy epizód)                                             |
| 1951-54   | Danger                          | Helen                                                    |
| 1952-56   | Goodyear Television Playhouse   | különböző szerepek                                       |
| 1953      | You Are There                   | Kleopátra Szent Johanna                                  |
| 1953      | The Gulf Playhouse              | (egy epizód)                                             |
| 1953-54   | The Philco Television Playhouse | különböző szerepek                                       |
| 1954      | Armstrong Circle Theatre        | (egy epizód)                                             |
| 1954      | Inner Sanctum                   | Carla (egy epizód)                                       |
| 1954-57   | Kraft Television Theatre        | (három epizód)                                           |
| 1955      | The Elgin Hour                  | Lili (egy epizód)                                        |
| 1955-56   | Playwrights 56                  | Martha Anderson (egy epizód) Abby (egy epizód)           |
| 1957      | Studio One                      | Georgette Thomas (egy epizód)                            |
| 1957-1960 | Playhouse 90                    | Mae D'Amato (egy epizód) Sarah Eubanks (egy epizód)      |
| 1958-60   | Armchair Theatre                | Georgette Thomas (egy epizód) Millie Norman (egy epizód) |
| 1960      | The DuPont Show of the Month    | Sarah Anne Howe (egy epizód)                             |
| 1963      | Ben Casey                       | Faith Parsons                                            |
| 1964      | The Eleventh Hour               | ?                                                        |
| 1969-71   | Medical Center                  | Joanna Hanson (egy epizód) Nurse Hull (egy epizód)       |
| 1971      | Night Gallery                   | Elizabeth Croft                                          |
| 1971      | The Name of the Game            | Veta Marie Goss (egy epizód)                             |
| 1982      | It Takes Two                    | Mrs. Tandy (egy epizód)                                  |
| 1983      | Quincy, M.E.                    | Mrs. Edith Jordan (egy epizód)                           |

## Díjak és jelölések
| Év   | Cím                       | Díj                                                                                       | Eredmény      |
| ---- | ------------------------- | ----------------------------------------------------------------------------------------- | ------------- |
| 1952 | The Chase                 | Theatre World Award                                                                       | Elnyerte      |
| 1959 | A Touch of the Poet       | Tony-díj a legjobb női főszereplőnek színdarabban                                         | Jelölve       |
| 1962 | A Far Country             | Tony-díj a legjobb női főszereplőnek színdarabban                                         | Jelölve       |
| 1963 | Ben Casey                 | Primetime Emmy-díj a legjobb női főszereplőnek (televíziós minisorozat vagy tévéfilm)     | Elnyerte      |
| 1964 | Seance on a Wet Afternoon | National Board of Review, USA: Legjobb színésznő                                          | Elnyerte      |
| 1964 | Seance on a Wet Afternoon | New York Film Critics Circle Award: Legjobb színésznő                                     | Elnyerte      |
| 1965 | Seance on a Wet Afternoon | Oscar-díj a legjobb női főszereplőnek                                                     | Jelölve       |
| 1965 | Seance on a Wet Afternoon | BAFTA-díj a legjobb külföldi színésznőnek                                                 | Jelölve       |
| 1965 | Seance on a Wet Afternoon | Laurel-díj a legjobb női főszereplőnek (filmdráma)                                        | Harmadik hely |
| 1983 | Frances                   | Oscar-díj a legjobb női mellékszereplőnek                                                 | Jelölve       |
| 1983 | Frances                   | Golden Globe-díj a legjobb női mellékszereplőnek                                          | Jelölve       |
| 1985 | Macska a forró bádogtetőn | Primetime Emmy-díj a legjobb női mellékszereplőnek (televíziós minisorozat vagy tévéfilm) | Elnyerte      |